# 興和テバ
興和テバ株式会社（こうわテバ、英: TEVA-KOWA PHARMA Co., Ltd.）は、かつて存在していたジェネリック医薬品メーカー。

## 概要
2008年（平成20年）11月11日にジェネリック医薬品世界最大手のテバ・ファーマシューティカル・インダストリーズと興和株式会社の合弁会社として設立、2009年（平成21年）12月には大正薬品工業株式会社（現：武田テバ薬品株式会社）を子会社化し、2010年（平成22年）1月5日より営業を開始。しかし2011年（平成23年）9月26日に合弁事業の解消を発表。これによりテバの100%出資会社となった。
2012年（平成24年）4月1日に、同じテバグループの大洋薬品工業株式会社と統合し、テバ製薬株式会社（現：武田テバファーマ株式会社）となった。

## 沿革
- 2008年（平成20年）11月11日 - テバ・ファーマシューティカル・インダストリーズと興和株式会社の共同出資により設立。
- 2009年（平成21年）12月28日 - 滋賀県の中堅後発医薬品メーカーである大正薬品工業株式会社を子会社化[2]。
- 2010年（平成22年）
  - 1月5日 - 後発医薬品の販売を開始。
  - 4月20日 - テバ・ファーマシューティカル・インダストリーズよりフィルグラスチム製剤の日本における開発･販売権を日本化薬株式会社と共に取得すると発表[3]。
  - 7月1日 - 子会社の大正薬品工業株式会社と営業部門を統合。
  - 8月 - 大正薬品工業株式会社を完全子会社化。
  - 11月1日 - 吸収分割方式により大正薬品工業株式会社の研究開発部門を興和テバ株式会社の研究開発部門に統合。
- 2011年（平成23年）9月26日 - テバ・興和の合弁事業の解消を発表。翌27日付でテバ出資100%会社となった[4]。
- 2012年（平成24年）4月1日 - テバグループの大洋薬品工業株式会社と統合し、テバ製薬株式会社を設立。

## 事業所
- 本社（東京都中央区）
- 北日本支店・東北営業所（宮城県仙台市青葉区）
  - 北海道営業所（北海道札幌市中央区）
- 関東支店・関東営業所（埼玉県さいたま市大宮区）
  - 千葉営業所（千葉県千葉市中央区）
- 東京支店・東京営業所（東京都中央区）
  - 神奈川営業所（神奈川県横浜市神奈川区）
- 中部支店・東海営業所（愛知県名古屋市中区）
  - 京滋営業所・北陸営業所（京都府京都市南区）
- 近畿支店・関西営業所（大阪府大阪市中央区）
  - 四国営業所（香川県高松市）
- 西日本支店・九州営業所（福岡県福岡市博多区）
  - 中国営業所（広島県広島市南区）

## 関連会社
- 興和株式会社
- テバ・ファーマシューティカル・インダストリーズ
- テバ・ファーマシューティカル株式会社
- 大正薬品工業株式会社